# 열풍
《열풍》(Hot Wind)은 한국에서 제작된 이신명 감독의 1965년 멜로/로맨스, 드라마 영화이다. 김석훈 등이 주연으로 출연하였고 곽정환 등이 제작에 참여하였다.

## 출연

### 주연
- 김석훈
- 엄앵란
- 이예춘
- 이상사

## 기타
- 조명: 윤창화
- 미술: 홍성칠